# Plaques de matrícula d'Hongria

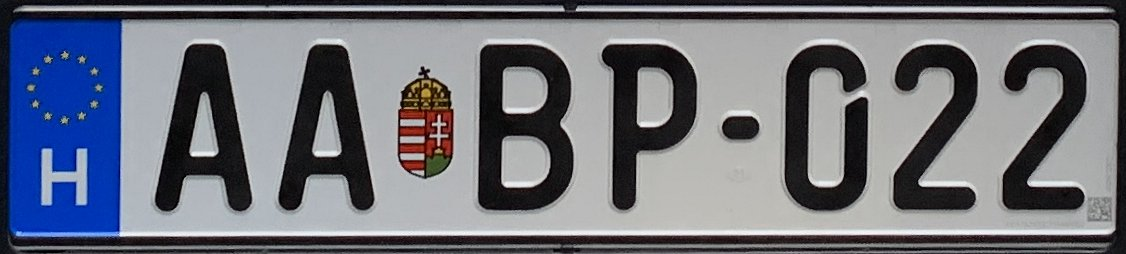
Model de matrícula actual.

Les plaques de matrícula dels vehicles d'Hongria, des del decret governamental del passat 1 de juliol de 2022, segueixen una combinació aleatòria formada per set caràcters, un grup de dues consonants o dues vocals i un grup de dues lletres més, separades per l'escut d'Hongria i un grup de tres xifres, separades per un guionet (per exemple,  AA  AA-123) i que no indica la procedència del vehicle.
Per al 2012, el govern tenia previst la introducció d'un nou sistema que inclouria un codi per distingir el lloc d'inscripció del vehicle, però la idea d'aquest nou sistema va ser definitivament descartat. Segons el nombre de matrícules emeses en un any, el model anterior tindria prou combinacions aproximadament fins a l'any 2025. El maig de 2021 van començar els rumors d'un canvi de sistema que constaria de quatre lletres i tres números i que s'introduiria el 2022.
Des de l'1 de maig de 2004, data en què Hongria va ingressar a la Unió Europea s'afegeix a l'extrem esquerre l'anomenada eurofranja blava amb les estrelles en cercle de la UE i el codi internacional del país, H, comú a la resta de plaques de la Unió Europea.

## Mides
Es contemplen fins a 5 formats diferents de mides de plaques segons el tipus de matrícula:
| Tipus Matrícula | Llargada | Amplada | Gruix marc | Alçada font | Relleu alçada |
| --------------- | -------- | ------- | ---------- | ----------- | ------------- |
| Tipus A         | 520 mm   | 110 mm  | 4,5 mm     | 77 mm       | 1,8 mm        |
| Tipus B         | 240 mm   | 130 mm  | 4 mm       | 49 mm       | 1,8 mm        |
| Tipus C         | 280 mm   | 200 mm  | 4,5 mm     | 77 mm       | 1,8 mm        |
| Tipus D         | 520 mm   | 110 mm  | 4,5 mm     | 77 mm       | 0 mm          |
| Tipus E         | 108 mm   | 134 mm  | 3 mm       | 31,5 mm     | 1,8 mm        |

## Tipografia

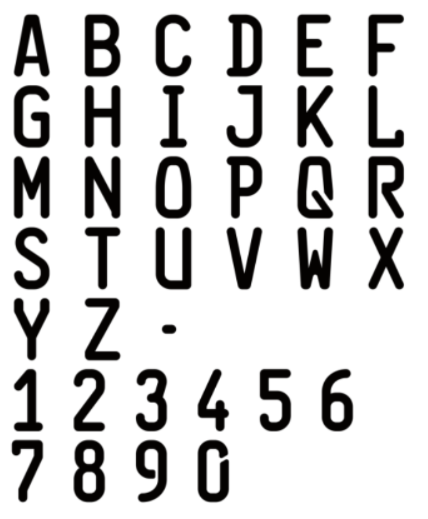
Tipografia utilitzada.

Gràcies a la nova tipografia, ara es poden utilitzar els caràcters (I, O, Q) que abans només s'utilitzaven per a matrícules úniques i emeses inicialment. Degut al canvi, el tipus de lletra dels nous caràcters és més estret i gruixut en comparació amb l'anterior.
Les lletres del primer grup mantenen l'excepció de les combinacions "CS", "GY"", "LY", "NY", "SZ", "TY", "ZS". Tampoc es poden utilitzar les vocals accentuades; i les xifres només es poden usar per valors de 001 a 999, no el 000.

## Seguretat
Hi ha diverses funcions de seguretat per evitar la falsificació de les noves matrícules. En primer lloc, una tipografia (més estreta i gruixuda que la utilitzada anteriorment) difícil de convertir una lletra en una altra. En segon lloc, un codi QR afegit a la cantonada inferior dreta que reduplica la combinació utilitzada a la matrícula. A més, des de l'any 2016 cada vehicle ha de portar un adhesiu de control, enganxat a la cantonada inferior dreta del parabrisa, amb la combinació de la matrícula i un codi de barres al seu interior.

## Altres tipus

#### Matrícules diplomàtiques
Els vehicles diplomàtics porten unes plaques de fons blau amb caràcters en blanc. La numeració es compon de les dues lletres DT (per Diplomáciai Testület) seguides de quatre xifres separades en dos grups per un guionet, on les xifres indiquen el país d'origen.

#### Matrícules personalitzades
La personalització de les matrícules és possible amb una combinació de sis caràcters que poden estar formats per tres lletres i tres xifres (ex. ABC-123), quatre lletres i dues xifres (ex. ABCD-12) o cinc lletres i una xifra (ex. ABCD-1).

#### Matrícules de vehicles elèctrics
Des d'octubre de 2015 és possible demanar plaques de fons verd per als vehicles elèctrics i híbrids endollables que compleixin certs criteris. Els propietaris d'aquests cotxes gaudeixen d'alguns avantatges com poden ser l'aparcament gratuït a Budapest i d'altres ciutats grans. En general, determinades combinacions de lletres de les plaques blanques es dediquen a plaques verdes de 001 a 999. Aquestes combinacions de lletres són: NLE, NNB, PAV, PDA, PMY, PPZ, PUL, PXA, PYA, REW, RIA, RKZ, RMY, RMZ, RNY, RPZ, RVZ, RZZ, SAA, SAB, SDZ, SEA, SEZ, SFZ, SHA, SIZ, SJZ, SMZ, SNY, SNZ, SOZ, SPA, SPY, SRA, SRZ, STZ, SUZ, SVZ, SXA, SXZ i SZX a partir del 2021. Es pot sol·licitar el canvi de plaques blanques de la sèrie normal a placa verda si el cotxe compleix els requisits.

### Prefixos especials
Altres tipus de plaques especials van deixar d'existir i es van substituir per una placa "I" general. A més, hi ha diversos tipus amb prefixos especials:
| Prefix | Combinació   | Tipus de matrícula |
| ------ | ------------ | --- |
| I      | I 12-AB (22) | Matrícula temporal (després de l'escut té dos dígits i dues lletres, i també conté dos dígits que indiquen l'any d'emissió sobre un camp de color que canvia cada any. Els dígits van de 01 a 99)   |
| AA     | AA AA-123    | Matrícula d'un vehicle respectuós amb el medi ambient. Plaques de color verd i caràcters en negre.                                                                                                  |
| AA     | AA AA-123    | Matrícula d'un vehicle de transport de bicicletes. Plaques de color gris i caràcters en blanc. |
| AAA    | AAA###1      | Matrícula personalitzada. Mínim de 3 i màxim de 6 lletres i mínim d'1 i fins a 4 xifres, per a un total de 7 caràcters. No es pot utilitzar la combinació on només surtin zeros (0, 00, 000, 0000). |
| BA     | BA 12-345    | Matrícules d'Organització Penitenciària. |
| CD     | CD 123-456   | Matrícules diplomàtiques. Plaques de color blau cel i caràcters en blanc. |
| HA     | HA 12-345    | Matrícula de les Forces Armades. |
| MA     | MA 12-345    | Matrícula del servei d'Ambulància. |
| NA     | NA 12-345    | Matrícula de l'Administració Nacional d'Hisenda i Duanes. |
| OT     | OT AA-123    | Matrícula d'automòbils antics (Old Timer) |
| RA     | RA 12-345    | Matrícules de la Policia. |
| TX     | TX AA-123    | Matrícula de Taxi. Plaques de color groc o verd i caràcters en negre. |

## Història

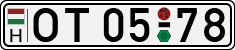
Model utilitzat el període 1958-1990.

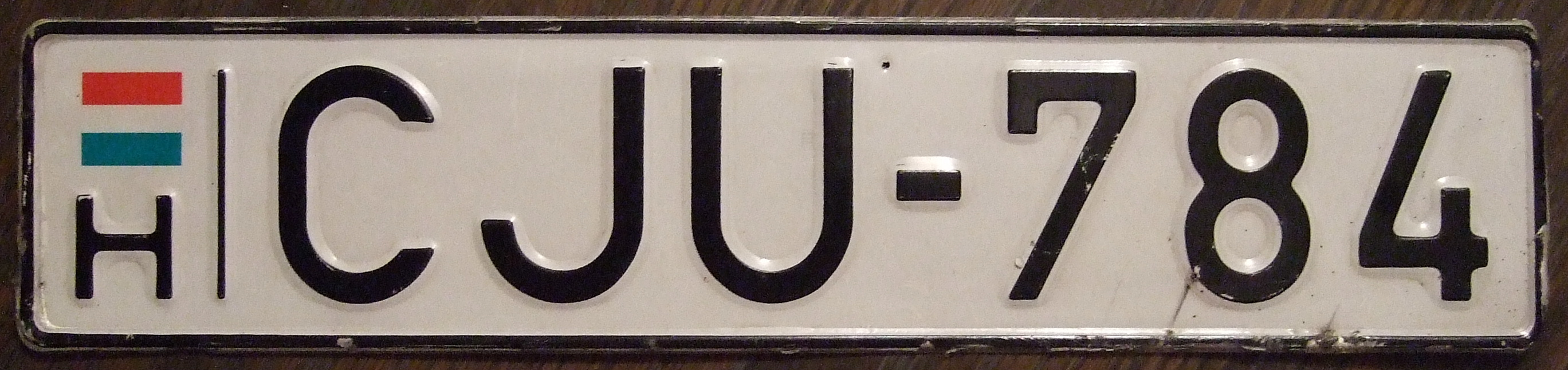
Model utilitzat el període 1990-2004.

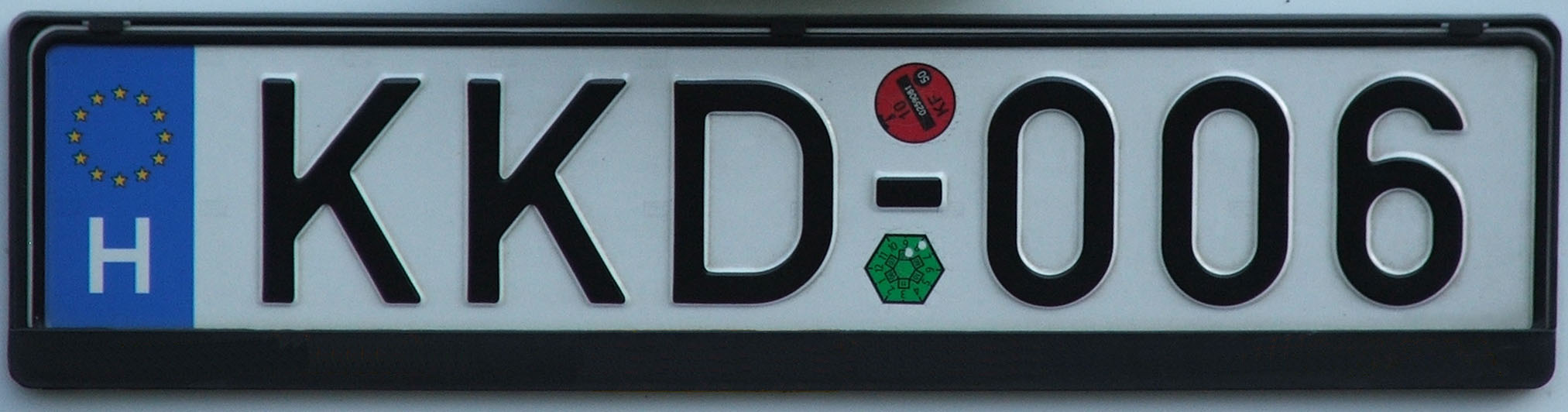
Model utilitzat el període 2004-2015.

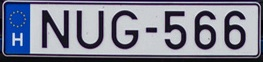
Model utilitzat el període 2015-2022.

### 1958-1990
Durant aquest període les plaques portaven una combinació formada per dues lletres seguides de quatre xifres, separades en dos grups per un guionet. A la part dreta de la placa hi havia la bandera nacional i el codi internacional del país H separats per una línia vertical.

### 1990-2004
El 1990 es va canviar a un nou sistema de combinació, passant a utilitzar-se tres lletres seguides de tres xifres separades per un guionet. A la part dreta de la matrícula es va mantenir la bandera i el codi internacional de país.

### 2004-2022
A partir del 2004, any en què Hongria va ingressar a la Unió Europea, s'afegeix a l'extrem esquerre l'anomenada eurofranja blava amb les estrelles en cercle de la UE i el codi internacional del país, H. El sistema de combinació continua sent el mateix, tres lletres i tres xifres. Però des del 1999 i fins al 2016, placa posterior portava dos segells adhesius entre les lletres i les xifres: un d'hexagonal que indicava la data de caducitat de la inspecció tècnica del vehicle, i un de rodó amb la data en què s'havien de realitzar les comprovacions dels gasos d'escapament.